# Berwick-upon-Tweed
Berwick-upon-Tweed je město v regionu Severovýchodní Anglie ležící u ústí řeky Tweed v blízkosti anglicko-skotských hranic.

## Charakteristika města
Berwick-upon-Tweed je malebné středověké městečko, ležící u ústí řeky Tweed, která je v některých částech anglicko-skotskou hranicí. Největší pýchou Berwicku je most Royal Border Bridge, který v polovině 19. století otevírala sama královna Viktorie. Je dlouhý bezmála 700 metrů a podpírá ho 28 nosníků. Tento most slouží pouze pro vlakovou dopravu a stále se používá.
Berwick spadá do anglického hrabství Northumberland. Podle sčítání z roku 2001 je populace Berwicku 11 665 obyvatel, s širší aglomerací to je zhruba 26 tisíc obyvatel. I přes malé zalidnění je však historie Berwicku poměrně zajímavá.

## Historie
Toto město bylo velmi důležitým místem v 11. století během války mezi Skotskem a Anglií. Ve městě jsou stále pozůstatky opevnění, zejména pak v jeho severní části. V historii však byl Berwick především obchodním městem mezi Skotskem a Anglií, dodnes patří přechod hranic na dálnici A1 nedaleko od města k těm nejvyužívanějším. Zároveň od 15. století sloužil jako uvítací město pro každého skotského krále, který jel Anglii navštívit. 
Od 15. století je Berwick součástí Anglie. Součástí Skotska byl od roku 1018, kdy ho Skotové nad Angličany vybojovali ve válce. V roce 1482 ho však Richard z Gloucesteru (budoucí Richard III.) prohlásil za část Anglie a od té doby je Berwick-upon-Tweed veden jako anglické město, i když i jeho kultura se pojí hlavně s tou skotskou. 
Oficiálně ale byl Berwick jako anglické město potvrzen až v roce 1707, kdy přijal ústavu Anglie a Walesu. V poslední době ve skotském parlamentu padla i otázka znovupřipojení Berwicku ke Skotsku. Podle nedávného průzkumu je pro dokonce 60 % obyvatel Berwicku, znamenalo by to ovšem posunutí hranice mezi Skotskem a Anglií.

## Partnerská města
- Berwick, USA, 1998
- City of Casey, Austrálie, 1982
- Haan, Německo, 1982
- Sarpsborg, Norsko, 1990
- Trzcianka, Polsko, 2000